# Église Saint-Hilaire de Guigneville
L’église Saint-Hilaire de Guigneville est une église française dédiée à saint Hilaire et située à Guigneville, dans le département du Loiret en région Centre-Val de Loire.

## Géographie
L'église Saint-Hilaire est située sur le territoire de la commune de Guigneville, à l'angle des rues Saint-Jacques et de la Garenne, dans le nord du département du Loiret (canton et arrondissement de Pithiviers) dans la région naturelle de la Beauce, à environ 130 mètres d'altitude.
L'édifice est accessible depuis la route départementale 22, à 7,5 km au nord-ouest de Pithiviers.
La paroisse de Guigneville appartient à la province ecclésiastique de Tours et au diocèse d'Orléans dans la zone pastorale de la Beauce et le doyenné Beauce-Pithiviers. C'est l'une des 14 paroisses du groupement paroissial de Pithiviers.

## Histoire
L’église est édifiée à partir du XIIe siècle et inscrite à l'inventaire des Monuments historique depuis le 6 mars 1928.

## Description
L'édifice possède deux nefs.
Il renferme une réplique du tableau du peintre et décorateur français Jean Jouvenet représentant la Visitation de la Vierge réalisée pour le chœur de la cathédrale Notre-Dame de Paris, datant du XVIIe siècle et classée monument historique au titre d'objet le 5 décembre 1908. Cette copie a, à l'origine, été réalisée pour l'abbaye de Saint-Benoît-sur-Loire.